# Matteo Romano

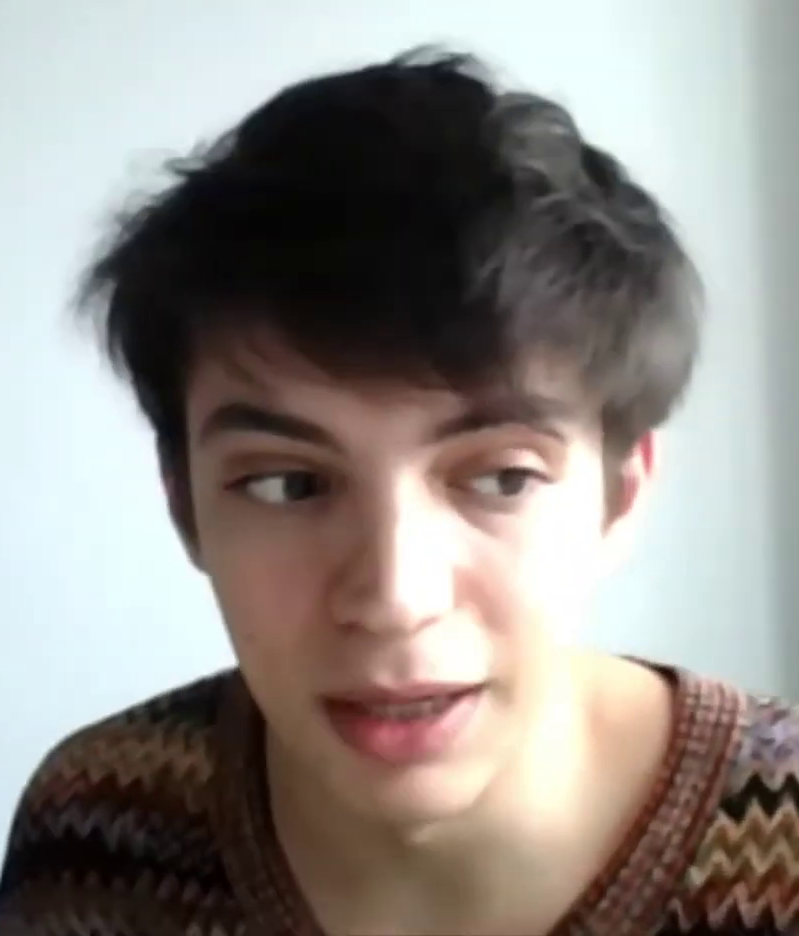
Matteo Romano, 2022

Matteo Romano (* 20. März 2002 in Cuneo) ist ein italienischer Popsänger.

## Werdegang
Romano wuchs in einer musikalischen Familie auf und begann früh, Schlagzeug und Gitarre zu spielen. Ab 2015 nahm er Gesangs- und ab 2019 auch Klavierstunden, während er sich an eigener Musik versuchte. In seiner Heimatstadt nahm er 2018 und 2019 am Talentwettbewerb Next Talent teil, wo er jeweils als bester Interpret ausgezeichnet wurde. 2020 veröffentlichte er während der COVID-19-Pandemie mit Concedimi seine erste Single, die dank TikTok rasch populär wurde und Platz 13 der Singlecharts sowie Doppelplatin-Status erreichte. Ende des Jahres nahm Universal den Sänger unter Vertrag. 2021 folgte die Single Casa di specchi und im Sommer konnte Romano mehrere Konzerte von Emma eröffnen. Im Dezember erreichte er mit dem Lied Testa e croce im Wettbewerb Sanremo Giovani den dritten Platz, wodurch er sich für das Sanremo-Festival 2022 qualifizierte. Dort belegte er mit dem Lied Virale den elften Platz.

## Diskografie
Lieder

| Jahr | Titel Album | Höchstplatzierung, Gesamtwochen, AuszeichnungChartsChartplatzierungen (Jahr, Titel, Album, Platzierungen, Wochen, Auszeichnungen, Anmerkungen) | Anmerkungen                                            |
| Jahr | Titel Album | IT | Anmerkungen                                            |
| ---- | ----------- | --- | ------------------------------------------------------ |
| 2020 | Concedimi – | IT13 ×2Doppelplatin · (23 Wo.)IT | Verkäufe: + 120.000                                    |
| 2022 | Virale –    | IT10 Platin · (14 Wo.)IT | Beitrag zum Sanremo-Festival 2022; Verkäufe: + 100.000 |

Weitere Lieder
- Casa di specchi (2021)
- Testa e croce (2021)

## Belege
1. ↑  Franco Zanetti: Chi è Matteo Romano (quello di “Concedimi”). In: Rockol.it. Abgerufen am 8. Januar 2022 (italienisch).
2. ↑  Matteo Romano. In: Sanremo 2022. Rai – Radiotelevisione Italiana, abgerufen am 8. Januar 2022 (italienisch).
3. ↑  Archivio classifiche Top Singoli. FIMI, abgerufen am 26. April 2022 (italienisch).
4. 1 2  Certificazioni. FIMI, abgerufen am 26. April 2022 (italienisch).

| Personendaten    | Personendaten           |
| ---------------- | ----------------------- |
| NAME             | Romano, Matteo          |
| KURZBESCHREIBUNG | italienischer Popsänger |
| GEBURTSDATUM     | 20. März 2002           |
| GEBURTSORT       | Cuneo                   |